# استفانی وایکلت
استفانی وایکلت (انگلیسی: Stefanie Weichelt؛ زادهٔ ۲۳ اوت ۱۹۸۳) بازیکن فوتبال اهل آلمان است.
از باشگاه‌هایی که در آن بازی کرده‌است می‌توان به باشگاه فوتبال ۱.اف‌اف‌سی توربین پوتسدام، باشگاه فوتبال آینتراخت فرانکفورت (زنان)، باشگاه فوتبال دویسبورگ، باشگاه فوتبال اس‌جی‌اس اسن، و باشگاه فوتبال اف‌سی‌آر ۲۰۰۱ دویسبورگ اشاره کرد.